# Gazela
Gazela (Gazella) – rodzaj ssaków z podrodziny antylop (Antilopinae) w obrębie rodziny wołowatych (Bovidae).

## Rozmieszczenie geograficzne
Gazele zamieszkują północne i wschodnie tereny Afryki, zachodnią i środkową Azję na wschód po Mongolię i Chiny oraz część Półwyspu Indyjskiego. Zamieszkują przeważnie tereny bezleśne, stepy oraz pustynie. Żyją na wysokości do 6000 m n.p.m. Żyją w stadach, w zależności od gatunku liczących od kilku do kilkuset osobników. Przeważnie jednak stada liczą 5–10 sztuk. Największe wspólnoty międzygatunkowe obserwuje się jesienią, gdy małe stada łączą się ze sobą w celu odnalezienia nowych żerowisk.

## Charakterystyka

### Budowa
Są antylopami średniej wielkości. Długość ciała 90–126 cm, długość ogona 8–23 cm, wysokość w kłębie 50–80 cm; długość rogów samic 6–38 cm, samców 15–43 cm; masa ciała 14–40 kg (samce są większe i cięższe od samic). Mają różnorodne ubarwienie boków i grzbietu, od brązowego, poprzez popielate i szare do białego. U wielu gatunków wzdłuż boków występują dwa pasy: ciemny i biały, tuż nad biało ubarwionym brzuchem. Rogi występują zarówno u samic, jak i u samców. Rogi samic są mniejsze i cieńsze. Rogi mają około 35 cm długości od nasady do czubka zaopatrzone są w zachodzące na siebie pierścieniowate zgrubienia. Kształt rogów przypomina lirę, ale może się zmieniać u różnych gatunków.

### Ciąża i poród
Samice rodzą przeważnie jedno, czasem dwa młode późną wiosną, od kwietnia do czerwca. Ciąża trwa około 6 miesięcy. Tydzień po urodzeniu młode są na tyle sprawne, że mogą biegać tak szybko jak osobnik dorosły.

## Systematyka
Rodzaj zdefiniował w 1816 roku francuski zoolog i anatom Henri Marie Ducrotay de Blainville w artykulezatytułowanym U kilku gatunków ssaków z rzędu przeżuwaczy opublikowanym na łamach „Bulletin des Scences par la Société Philomathique de Paris”. Blainville wymienił kilka gatunków – Antilope pygargus Pallas, 1767. Antilope euchore J.R. Forster, 1790 (= Antilope marsupialis E.A.W. von Zimmermann, 1780), Capra dorcas Linnaeus, 1758, Antilope corinna Pallas, 1766 (= Capra dorcas Linnaeus, 1758), Antilope kevella Pallas, 1766 (= Capra dorcas Linnaeus, 1758), Antilope subgutturosa Güldenstädt, 1780, Antilope nasomaculata de Blainville, 1816, Antilope kob Erxleben, 1777 i Antilope koba Erxleben, 1777 (= Antilope buselaphus Pallas, 1766) – nie wskazując gatunku typowego; gatunkiem typowym jest (późniejsze oznaczenie) Capra dorcas Linnaeus, 1758.

### Etymologia
- Gazella (Gacella): fr. gazelle, wł. gazella „gazela”, od arab. ‏غزال‎ ghazāl ‘dziki kozioł, gazela’[18].
- Dorcas: gr. δορκας dorkas ‘gazela’[19]. Gatunek typowy (oznaczenie monotypowe): Capra dorcas Linnaeus, 1758.
- Leptoceros: gr. λεπτος leptos ‘delikatny, drobny’; κερας keras, κερατος keratos ‘róg’[20]. Gatunek typowy (oznaczenie monotypowe): Antilope leptoceros F. Cuvier, 1842.
- Tragops: gr. τραγος tragos ‘kozioł’; ωψ ōps, ωπος ōpos ‘wygląd, oblicze’[21]. Gatunek typowy (oznaczenie monotypowe): Antilope bennettii Sykes, 1831.
- Tragopsis: gr. τραγος tragos ‘kozioł’; ωψ ōps, ωπος ōpos ‘wygląd, oblicze’[21]. Gatunek typowy: Fitzinger wymienił dwa gatunki – Antilope bennettii Sykes, 1831 i Antilope hazenna I. Geoffroy Saint-Hilaire, 1843 (= Antilope bennettii Sykes, 1831) – z których typem nomenklatorycznym jest (późniejsze oznaczenie) Antilope bennettii Sykes, 1931.
- Trachelocele: gr. τραχηλος trakhēlos ‘szyja’; κηλη kēlē ‘guz, obrzęk’[9]. Gatunek typowy (oryginalne oznaczenie): Antilope subgutturosa Güldenstädt, 1780.
- Rhinodorcas: gr. ῥις rhis, ῥινος rhinos ‘nos, pysk’[22]; δορκας dorkas ‘gazela’[23]. Gatunek typowy (oryginalne oznaczenie): Gazella spekei E. Blyth, 1863.
- Deprezia: Déprez, dawna nazwa kamieniołomu Ahl al Oughlam, Casablanca, Maroko[11]. Gatunek typowy (oryginalne oznaczenie): †Gazella (Deprezia) psolea Geraads & Amani, 1998.

### Podział systematyczny
Do rodzaju w zależności od ujęcia systematycznego należy 9 (G. arabica, G. bennettii, G. cuvieri, G. dorcas, G. gazella, G. leptoceros, G. marica, G. spekei i G. subgutturosa) lub 24 (G. leptoceros, G. cuvieri, G. marica, G. subgutturosa, G. gracilicornis, G. yarkandensis, G. dorcas, G. pelzelnii, G. gazella, G. acaciae, G. cora, G. erlangeri, G. arabica, †G. bilkis, †G. saudiya, G. muscatensis, G. darehshourii, G. spekei, G. karamii, G. shikarii, G. fuscifrons, G. bennettii, G. christii i G. salinarum) gatunki; tutaj klasyfikacja z występującymi w czasach współczesnych gatunkami za Mammals Diversity Database i All the Mammals of the World (2023): 
| Grafika | Gatunek              | Autor i rok opisu       | Nazwa zwyczajowa     | Podgatunki                      | Rozmieszczenie geograficzne | Podstawowe wymiary                                | Status IUCN |
| ------- | -------------------- | ----------------------- | -------------------- | ------------------------------- | --- | ------------------------------------------------- | ----------- |
|         | Gazella leptoceros   | (F. Cuvier, 1842)       | gazela piaskowa      | gatunek monotypowy              | nieregularny w regionach wydmowych Sahary aż po wschodni brzeg rzeki Nil, potwierdzone zapisy z Algierii, Tunezji, Libii i Egiptu | DC: 100–110 cm DO: 15–20 cm MC: 14–18 kg          | EN          |
|         | Gazella cuvieri      | (W. Ogilby, 1841)       | gazela berberyjska   | gatunek monotypowy              | góry Atlas od północnej Sahary Zachoidniej do północnej Tunezji; zakres wysokości: 0–2600 m n.p.m. | DC: 95–105 cm DO: 15–20 cm MC: 20–35 kg           | VU          |
|         | Gazella marica       | O. Thomas, 1907         | gazela emiracka      | 2 podgatunki                    | rozproszone populacje w południowo-wschodniej Turcji, Jordanii, Arabii Saudyjskiej (głównie na obszarach chronionych Mahazat as-Sayd i Uruk Bani Ma’arid), Bahrajnie, Zjednoczonych Emiratach Arabskich, Omanie, południowo-zachodnim Iraku, południowo-zachodnim Iranie; niepewny w Syrii, Kuwejcie, Katarze i Jemenie | DC: około 97 cm DO: około 14,8 cm MC: około 20 kg | VU          |
|         | Gazella subgutturosa | (Güldenstädt, 1780)     | gazela czarnoogonowa | 3 podgatunki                    | południowo-wschodnia Turcja, Azerbejdżan, Syria, północny i wschodni Irak, Iran, południowy Afganistan i zachodni Pakistan przez Azję Środkową (Kazachstan, Turkmenistan, Uzbekistan, marginalnie w Tadżykistanie i Kirgistanie) do Mongolii i północnej Chińskiej Republice Ludowej; zakres wysokości: 0–3000 m n.p.m. | DC: 90–126 cm DO: 10–23 cm MC: 18–40 kg           | VU          |
|         | Gazella dorcas       | (Linnaeus, 1758)        | gazela pustynna      | 7 podgatunków                   | Afryka Północna od Morza Śródziemnego do południowego Sahelu i od Oceanu Atlantyckiego do Morza Czerwonego, na północn do Lewantu (Izrael, Syria i Jordania), na wschód wzdłuż wybrzeży północnej Somalii; wymarły na Półwyspie Arabskim                                                                                | DC: 90–110 cm DO: 15–22 cm MC: 15–23 kg           | VU          |
|         | Gazella arabica      | (H. Lichtenstein, 1827) | gazela arabska       | 8 podgatunków (w tym 2 wyamrłe) | Izrael (południowa część Ha-Arawa), Półwysep Arabski przez Arabię Saudyjską (włąćznie z archipelagiem Dżaza’ir Farasan) do Jemenu, Omanu i Zjendoczonych Emiratów Arabskich, również wyspa Farrur (Iran); być może Jordania                                                                                             | DC: 100–116 cm DO: 9–16 cm MC: 15–21 kg           | VU          |
|         | Gazella gazella      | (Pallas, 1766)          | gazela górska        | gatunek monotypowy              | północny i środkowy Izrael (Wzgórza Golan), południowo-środkowa Turcja (Hatay); nie wiadomo, czy jakakolwiek populacja przetrwała w Libanie, Jordanii i Syrii; zakres wysokości: 0–1500 m n.p.m. | DC: 101–115 cm DO: 8–13 cm MC: 17–30 kg           | EN          |
|         | Gazella spekei       | E. Blyth, 1863          | gazela mała          | gatunek monotypowy              | Somalia na północ od rzeki Uebi Szebelie, z wyjątkiem pasa przybrzeżnego Morza Czerwonego, rozciągającego się do nizin wschodniej Etiopii; zakres wysokości: 0–2500 m n.p.m. | DC: 95–105 cm DO: 15–20 cm MC: 15–25 kg           | EN          |
|         | Gazella bennettii    | (Sykes, 1831)           | gazela indyjska      | 5 podgatumków                   | Iran (na wsch od Wielkiej Pustyni Słonej), południowo-zachodni Afganistan, Pakistan, większość zachodnich i środkowych Indii (ostoje na pustyni Thar); zakres wysokości: 0–1500 m n.p.m. | DC: 90–110 cm DO: 10–22 cm MC: 15–30 kg           | LC          |

Kategorie IUCN:  LC  – gatunek najmniejszej troski,  VU  – gatunek narażony,  EN  – gatunek zagrożony.
Opisano również szereg gatunków wymarłych w czasach prehistorycznych:

- Gazella aegaea Athanassiou, 2002[26] (pliocen)
- Gazella anglica Newton, 1884[27] (pliocen)
- Gazella arista Bate, 1940[28] (plejstocen)
- Gazella atlantica Bourguignat, 1870[29] (plejstocen)
- Gazella colberti Sonakia & Biswas, 2011[30] (plejstocen)
- Gazella daviesii Hinton, 1906[31] (plejstocen)
- Gazella decora Bate, 1940[32] (holocen)
- Gazella dorcadoides Schlosser, 1903[33] (miocen)
- Gazella dracula Geraads, 1981[34] (plejstocen)
- Gazella emilii Bouvrain, 1998[35] (pliocen)
- Gazella esdraelonia Bate, 1940[36] (plejstocen)
- Gazella pomeli Arambourg, 1979[37] (plejstocen)
- Gazella praethomsoni Arambourg, 1947[38] (plejstocen)
- Gazella psolea Geraads & Amani, 1998[11] (pliocen)
- Gazella schreuderae Hooijer, 1945[39] (pliocen)
- Gazella setifensis (Pomel, 1895)[40] (pliocen)
- Gazella thomasii (Pomel, 1895)[41] (pliocen)
- Gazella tingitana Arambourg, 1957[42] (plejstocen)
- Gazella vanhoepeni (Wells & Cooke, 1956)[43] (pliocen)